# کهکشان بیضوی

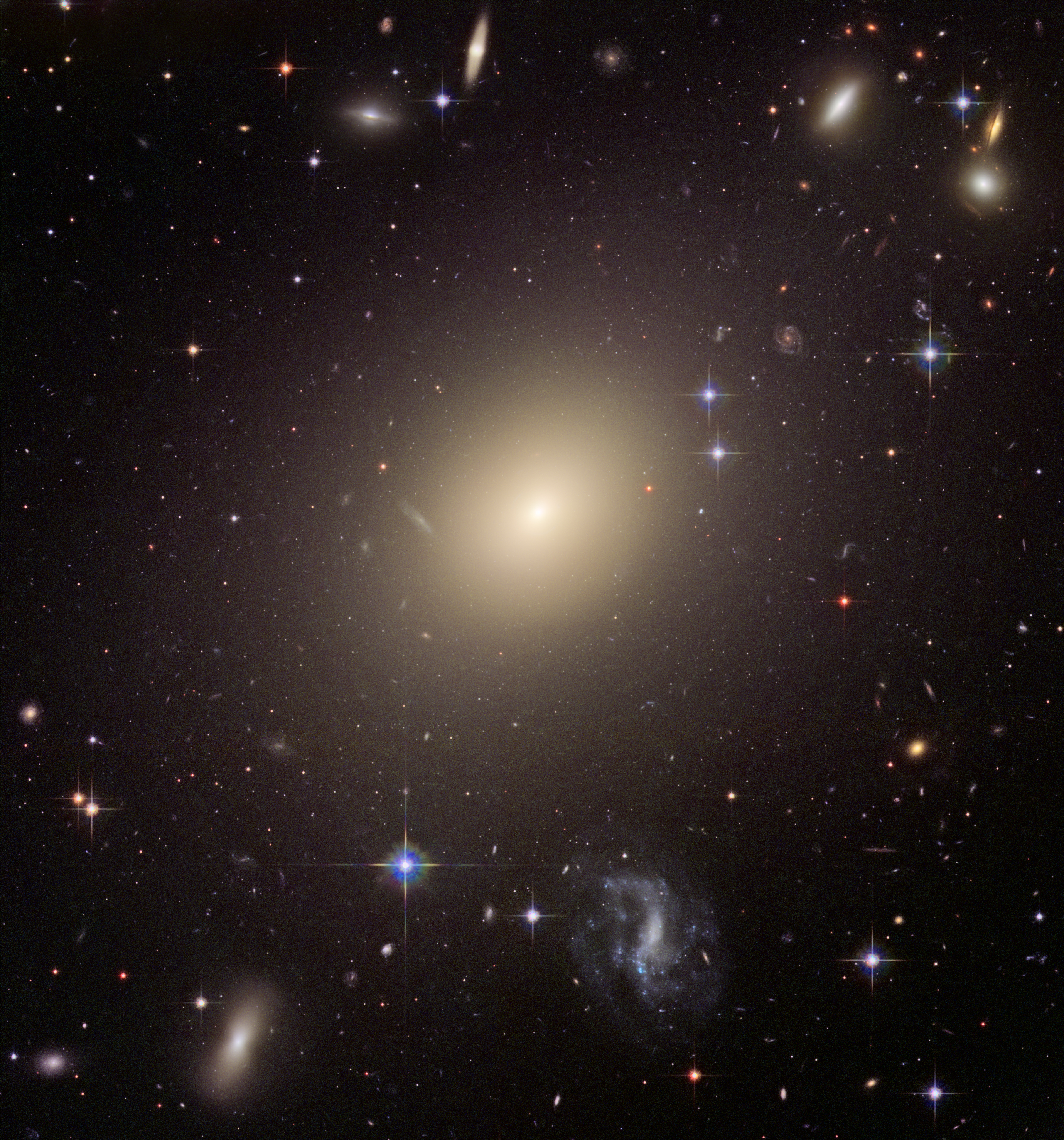
کهکشان عظیم بیضوی ESO 325-G004.

کهکشان‌های بیضوی کهکشان‌هایی هستند که شکلی دایره گون دارند و بازوهای مارپیچی در آن‌ها دیده نمی‌شود. کهکشان‌های بیضوی بیشترین تعداد را در میان انواع دیگر دارند. شکل یکنواختی که در ساختار آنها وجود دارد نشان سن زیاد و پیری این کهکشان‌ها است. شکل‌گیری ستارگان در کهکشان‌های بیضوی متوقف شده‌است.
برخی از کهکشان‌های بیضوی به شدت کشیده و پهن هستند. برای مشخص شدن میزان کشیدگی، هابل این گونه از کهکشان‌ها را به ۸ زیرگروه تقسیم کرد که این زیر گروه‌ها با علامت‌های E۰ تا E۷ نشان داد. این نام‌ها، بر اساس برون‌مرکزی کهکشان‌های بیضوی درجه بندی شده‌اند.
۶۰ درصد کل کهکشان‌ها و کوچک‌ترین و بزرگ‌ترین کهکشان‌های کیهان بیضوی هستند. عموما از ستارگان پیر تشکیل شده دارای توده‌های گازی برای تولید ستاره‌های جدید نیستند. بیشتر آن‌ها دارای سه محور هستند و اندازه هر یک از محورها نیز متفاوت است.

## نمونه‌ها
- ام۳۲
- ام۴۹
- ام۵۹
- ان‌جی‌سی ۴۶۴۹
- ان‌جی‌سی ۴۴۸۶
- ام۸۹
- ان‌جی‌سی ۳۳۷۹
- مافئی ۱ (Maffei 1)، نزدیک‌ترین کهکشان بزرگ بیضوی.